# Georges Pancol
Pour les articles homonymes, voir Pancol.
Georges Pancol (7 juin 1888, Villars-en-Pons, en Charente-Maritime – 25 septembre 1915, Champagne) est un poète français.

## Biographie
Georges Pancol passe ses années d'enfance et d'adolescence à Bordeaux, aux côtés de ses parents, dans la maison familiale située au n°12 de la rue Margaux. Après des études secondaires à Bordeaux où il s'est lié avec Paul Tuffrau, Roger Bissière et Jean-Raymond Guasco, Georges Pancol effectue, entre 1907 et 1909, deux années de service militaire ; il en sort sous-lieutenant à Mont-de-Marsan. Durant l'année scolaire 1909-1910, il quitte sa région natale pour séjourner huit mois à Nottingham en Angleterre. En novembre 1910,  il monte à Paris. Il suit les cours de l'École des Sciences Morales et Politiques, l'ancêtre de Sciences Po. Puis il s'inscrit pour le concours d'entrée à l'École coloniale. Il y est reçu premier de sa promotion, mais sans l'avoir réellement désiré, et il s'inscrit dans la section « Indo-Chine ». Depuis son adolescence, il est dans des rêveries, dans une inquiétude métaphysique permanente… Il lit les œuvres de Vigny, Leconte de Lisle, qu'il aime beaucoup.
Au début de l'année 1911, Georges Pancol fait la rencontre d'une étudiante anglaise, Winnifred S. (Winnie de son diminutif). C'est la naissance d'un amour qui durera tout au long des quatre années qu'il lui reste à vivre, avec des variations alimentées par le doute. 
Il a le sentiment du temps qui passe, de la fin de toute chose, et il est hanté par la mort, la disparition de chacun. Il exprime son interrogation existentielle par ces mots : Songer : « Je fus. Mais si je n'eus pas été, tout serait pareil. […] Savoir que l'on va disparaître et que l'on n'emporte avec soi la souffrance de personne. Sentir que l'on fût quelconque, banal, inutile, que l'on eût les petites méchancetés, et les mesquines grandeurs de tout le monde, que l'on vécût au jour le jour chichement, que l'on se nourrit d'idées piètres, de soucis stupides, d'espoirs ridicules, que l'on fût bien médiocre, profondément, essentiellement médiocre, et deviner, à l'angoisse immense qui vous étreint, qu'il est bien vrai qu'on va mourir et que rien ne peut plus se réparer ni se refaire » (7 septembre 1911).
Georges Pancol est sensible à la nature. Comme il l'écrit le 19 octobre 1911 à sa fiancée Winnie, il y a chez lui « l'amour d'une certaine beauté, de certaines couleurs, de certains parfums, et le désir, qui toujours avorte, de créer ».
Et dans le poème Narcisse (1912) :
En moi se reflétait la beauté de la terre

Et j'avais la splendeur du monde au fond des yeux.
Il est poète même dans la prose, qu'il s'agisse de son journal intime, ou des lettres qu'il écrit à Winnie, la fiancée anglaise qu'il a rencontrée en 1911.
Georges Pancol doit partir en novembre 1913 pour l'Indochine, où il est nommé élève-administrateur au Gouvernement général, à Hanoï. Il est au Tonkin lorsque la Première Guerre mondiale éclate. Il aurait pu rester en Asie, mais il demande à rentrer en France, car il refuse de ne pas participer au sacrifice commun.
Son séjour sur le front ne sera en fait que de quelques mois. Il est tué en Champagne le 25 septembre 1915, lors d'un assaut. Il sera enterré au cimetière militaire de Virginy. Deux jours avant sa mort, il écrivait à Winnie  :
La canonnade gronde partout : le temps est superbe et si doux.

Je n'ai aucun pressentiment funèbre ; comment le pourrais-je, par un tel soleil ?

Et pourtant ?

Comme le passé est loin et comme l'avenir est proche !

Good bye, darling.
Des poésies de Georges Pancol, des extraits de son journal et de lettres à sa fiancée ont été regroupés en un volume, publié pour la première fois en 1923, préfacé par Paul Tuffrau, qu'il avait connu au lycée de Bordeaux.

## Œuvres
- Poèmes. Journal. Lettres. (Préface de Paul Tuffrau) (Éditions Sansot, R. Chiberre, éditeur) (1923). (La préface de Paul Tuffrau a été publiée dans le numéro d'avril-juin 1923 de la Revue philomathique de Bordeaux et du sud-ouest, p. 71-85, sous le titre Un écrivain bordelais inconnu, et est disponible sur le site Gallica de la BNF.)
- Réédition en 1996 : Journal intime; Lettres à la fiancée; Poèmes. (présentation par Michel Suffran) (Éditions Opales).
- Georges Pancol. Lettres d'Indochine et de France, sous la direction de Pierre Savin, Paris, L'Harmattan, 2019.